# Dismodix tarsatoria
Dismodix tarsatoria är en stekelart som först beskrevs av Fabricius 1804.  Dismodix tarsatoria ingår i släktet Dismodix och familjen brokparasitsteklar. Inga underarter finns listade i Catalogue of Life.